# Protestos na Nova Caledônia em 2024

Localização da Nova Caledônia

Os protestos de 2024 eclodiram na Nova Caledônia, uma coletividade sui generis da França ultramarina no Oceano Pacífico.
A violência eclodiu após uma controversa reforma eleitoral que visava aliviar as restrições existentes que impedem até um quinto da população de votar nas eleições provinciais. Na sequência do Acordo de Numeá, o eleitorado para as eleições locais foi restrito aos residentes das ilhas anteriores a 1998 e aos seus descendentes que mantiveram residência contínua no território durante pelo menos 10 anos. O sistema, que exclui migrantes de partes europeias e polinésias de França, incluindo os seus filhos adultos, foi considerado aceitável em 2005 "como parte de um processo de descolonização" pelo Tribunal Europeu dos Direitos Humanos, com a condição de ser apenas uma medida temporária.
Depois de vitórias contra a independência nos referendos de 2018, 2020 e 2021, o sistema foi considerado obsoleto porque o processo do Acordo de Numeá tinha terminado. A alteração para um requisito de residência contínua de 10 anos foi rejeitada pelos defensores da independência que consideram o referendo de 2021 ilegítimo devido ao boicote de parte da população e, como resultado, consideram que o processo definido pelo Acordo de Numeá ainda está em curso.
O governo francês quer permitir que pessoas que residam no território há mais de 10 anos possam votar nas eleições locais. A reforma que permite que mais pessoas de ascendência europeia e polinésia votem foi criticada como uma diluição da voz política dos canacas, o povo indígena melanésio que vive no arquipélago.

## Contexto
A Nova Caledônia é um território ultramarino francês no sudoeste do Pacífico. Tem uma população de cerca de 270 mil habitantes; com o povo indígena canaca constituindo 44% da população, os caldoches (predominantemente franceses) constituindo 34%, e outras minorias étnicas (incluindo wallisianos e taitianos) constituindo o restante. A Nova Caledônia tornou-se um território ultramarino francês em 1946 e tem representantes em ambas as casas do Parlamento francês, enquanto o Presidente da França atua como chefe de Estado do território. A França mantém jurisdição sobre a defesa e segurança interna da Nova Caledônia. Em 1988, após a violência política generalizada entre colonos franceses e indígenas canacas, foram assinados os Acordos de Matignon, que estabeleceram uma transição para a autonomia como uma coletividade sui generis dentro do Estado francês. Isto foi seguido em 1998 pelo Acordo de Numeá, que permitiu que o território realizasse três referendos para decidir sobre o seu futuro status político, com direitos de voto restritos aos indígenas canacas e outros habitantes que viviam na Nova Caledônia antes de 1998.

### Eleitorado "congelado"
Como parte do Acordo de Numeá de 1998, a população da Nova Caledónia continuou a votar nas eleições nacionais - para o presidente francês e para a Assembleia Nacional - mas para ser elegível para votar nas eleições provinciais e nos referendos de independência, é exigida a residência contínua na Nova Caledônia durante dez anos antes da eleição provincial ou do referendo, além de ter vivido na Nova Caledônia em 1998 ou de ter pais que morassem na Nova Caledônia em 1998, o que privou os migrantes posteriores e os seus filhos do direito de voto (quer tenham migrado da França metropolitana ou de outros locais da Polinésia, em particular de Wallis e Futuna). O número de eleitores excluídos aumentou de 8 mil em 1999, para 18 mil em 2009 e para 42 mil em 2023, quando quase um em cada cinco eleitores elegíveis para as eleições nacionais (220 mil pessoas) não era elegível para votar nas eleições provinciais (178 mil eleitores elegíveis).
Após uma decisão do Conselho Constitucional francês em 1999 que tentava limitar a restrição a um requisito de residência de dez anos - o chamado "eleitorado rotativo" - a constituição francesa foi alterada em 2007, revertendo para a regra do "eleitorado congelado", que o Tribunal Europeu dos Direitos Humanos já havia decidido, em 2005, não ser uma violação dos direitos humanos, alegando que era "parte de um processo de descolonização" e que era uma medida temporária.

### Situação após referendos de independência
A Nova Caledônia teve então três referendos de independência consecutivos (em 2018, 2020 e 2021), todos os quais venceram a permanência como parte da França, embora o referendo de 2021 tenha sido boicotado pela maioria dos apoiantes da independência. O sistema foi considerado obsoleto porque o processo do Acordo de Numeá terminou. A situação fez com que a transição pós-referendo necessitasse de um fim claro através de uma mudança de instituições para uma forma definitiva e, simultaneamente, exigia que qualquer mudança fosse feita através de uma revisão da constituição.
Os defensores da independência boicotaram e depois não reconheceram o resultado do terceiro referendo, levando a um impasse institucional com as próximas eleições provinciais marcadas para 15 de dezembro de 2024. Em 26 de dezembro de 2023, o Conselho de Estado concluiu que as regras atuais que negam o direito de sufrágio a quase uma em cada cinco pessoas violavam o princípio do sufrágio universal.
No início de 2024, o governo francês iniciou assim uma revisão da constituição que iria “descongelar” o eleitorado, mantendo apenas um requisito de residência contínua de dez anos, mas incluía uma cláusula que impediria a sua implementação se um acordo local entre pró e anti-independentistas fosse feito pelo menos dez dias antes das eleições.
Um grupo bipartidário enviado pela Assembleia Nacional para consultar líderes políticos, religiosos e tribais concluiu que era necessário “descongelar” o eleitorado, embora desaconselhasse fazê-lo imediatamente, devido à situação política caótica. O relatório causou controvérsia ao transmitir a opinião de vários defensores da independência, como Roch Wamytan, presidente do Congresso da Nova Caledónia, que perguntou se Emmanuel Macron estava a considerar "recolonizar" a Nova Caledônia e disse que o "limiar de tolerância para os brancos" tinha sido atingido. Membros do partido político pró-independência União Caledônia disseram que "Se você mudar o eleitorado, será uma guerra. Nossa juventude está pronta para isso. Se tivermos que sacrificar mil, o faremos".
Em 2 de abril de 2024, o Senado francês, a câmara alta do Parlamento francês, votou a favor das alterações constitucionais apresentadas pelo Ministro do Interior, Gérald Darmanin, para estender o sufrágio àqueles que residiam na Nova Caledônia há 10 anos ininterruptos. Em 15 de abril, grupos de apoiantes e opositores organizaram protestos concorrentes em Numeá em resposta à proposta de alteração constitucional francesa. O Alto Comissariado francês estimou que um total de 40 mil pessoas (15% da população) participaram das marchas. Os organizadores pró-independência afirmaram que 58 mil compareceram ao seu comício e os organizadores pró-França afirmaram que 35 mil compareceram ao seu.
Em 15 de maio, a Assembleia Nacional, a câmara baixa do Parlamento francês, votou a favor das alterações constitucionais por uma margem de 351 a 153 votos. Enquanto os partidos de direita apoiavam o “descongelamento” da lista de eleitores, os partidos de esquerda votaram contra as alterações. Depois de aprovadas em ambas as câmaras, as alterações constitucionais ainda precisam de ser aprovadas por uma maioria de dois terços do Congresso do Parlamento francês (uma sessão conjunta da Assembleia Nacional e do Senado).

### Resposta ao projeto de lei
Os líderes locais disseram que dar aos “estrangeiros” o direito de voto diluiria o voto dos canacas e aumentaria a parcela de votos dos políticos pró-França.

## Violência
Supermercados e concessionárias de automóveis foram saqueados e veículos e empresas foram queimados. As áreas afectadas incluem Numeá e as cidades vizinhas de Dumbéa e Le Mont-Dore. As autoridades impuseram um toque de recolher e as reuniões públicas foram proibidas por dois dias. O ministro do Interior francês, Gérald Darmanin, anunciou que reforços policiais estavam sendo enviados para a ilha. Trinta e seis manifestantes foram presos.
Os confrontos eclodiram entre apoiadores e oponentes da independência. Três manifestantes canaca foram mortos durante um tiroteio cometido por alguém cujo carro estava parado numa barricada, enquanto um gendarme foi morto numa emboscada.
O primeiro-ministro da França, Gabriel Attal, mobilizou o exército para proteger portos e aeroportos e, em resposta, proibiu o TikTok, que as autoridades francesas disseram ter sido usado anteriormente para organizar tumultos.

### Vítimas
Entre 13 e 18 de maio, seis pessoas foram mortas, incluindo dois gendarmes. Outros 64 policiais ficaram feridos. Cinco activistas independentistas acusados de violência foram colocados em prisão domiciliar.
Em 15 de maio, um policial ficou gravemente ferido em Plum e morreu no mesmo dia. Em 16 de maio, a morte de outro gendarme francês na Nova Caledônia devido a ferimentos acidentais de bala foi anunciada por Gérald Darmanin numa mensagem à Agência France-Presse.
Em 18 de maio, um homem caldoche foi morto a tiro num tiroteio em Kaala-Gomen, depois de lhe ter sido negada a passagem com o seu filho num bloqueio de estrada monitorizado por manifestantes canacas. Dois manifestantes canacas ficaram feridos.

## Impacto
Os saques e a destruição custaram mais de 200 milhões de euros em danos. Mais de 150 empresas foram destruídas e cerca de 1.750 empregos foram perdidos. O Aeroporto Internacional de La Tontouta foi fechado para voos comerciais.
Segundo o presidente da Câmara de Comércio e Indústria, 80 a 90% da rede de distribuição de produtos alimentares foi retirada.
O Revezamento da Tocha Olímpica dos Jogos Olímpicos de Paris 2024, que deveria passar pela Nova Caledônia em 11 de junho, não passará pelo território, conforme anunciado em 17 de maio.
A rede de autocarros de Numeá foi suspensa a partir de 14 de maio e até novo aviso, alegando “razões de segurança”.

## Respostas

### Nova Caledônia
Em resposta à agitação, o presidente pró-independência do Governo da Nova Caledónia, Louis Mapou, apelou a um "retorno à razão". Entretanto, o partido político FLNKS apelou à “calma, paz, estabilidade e razão”, ao levantamento dos bloqueios e à retirada das controversas alterações constitucionais francesas. Também apelou ao presidente francês, Emmanuel Macron, para que dê prioridade a um acordo abrangente entre “todos os líderes políticos da Nova Caledônia, para preparar o caminho para o futuro político a longo prazo do arquipélago”.
Um grupo afiliado à União Nacional para a Independência (UNI) também se afirmou "comovido e deplorou as exações e a violência ocorridas". Patrícia Goa, membro da UNI na Assembleia Provincial da Província Norte, disse que é “necessário preservar tudo o que construímos juntos há mais de trinta anos e que a prioridade é preservar a paz, a coesão social”.
A economia e o desemprego foram apontados como fatores que motivaram a agitação devido à economia local de mineração de níquel ter sofrido uma recessão.

### França Metropolitana
Emmanuel Macron indicou que adiaria a convocação do próximo Congresso do Parlamento francês até pelo menos junho de 2024 "para dar uma oportunidade de diálogo e consenso". Ele também estendeu um convite aos líderes políticos da Nova Caledônia para participarem de uma reunião em Paris para cobrir vários assuntos, incluindo as emendas constitucionais em torno da extensão de franquia e a atual crise econômica no setor da indústria do níquel. A reunião de Paris está prevista para o final de maio de 2024, sob a supervisão do primeiro-ministro francês, Gabriel Attal.